# Іравадійська рівнина

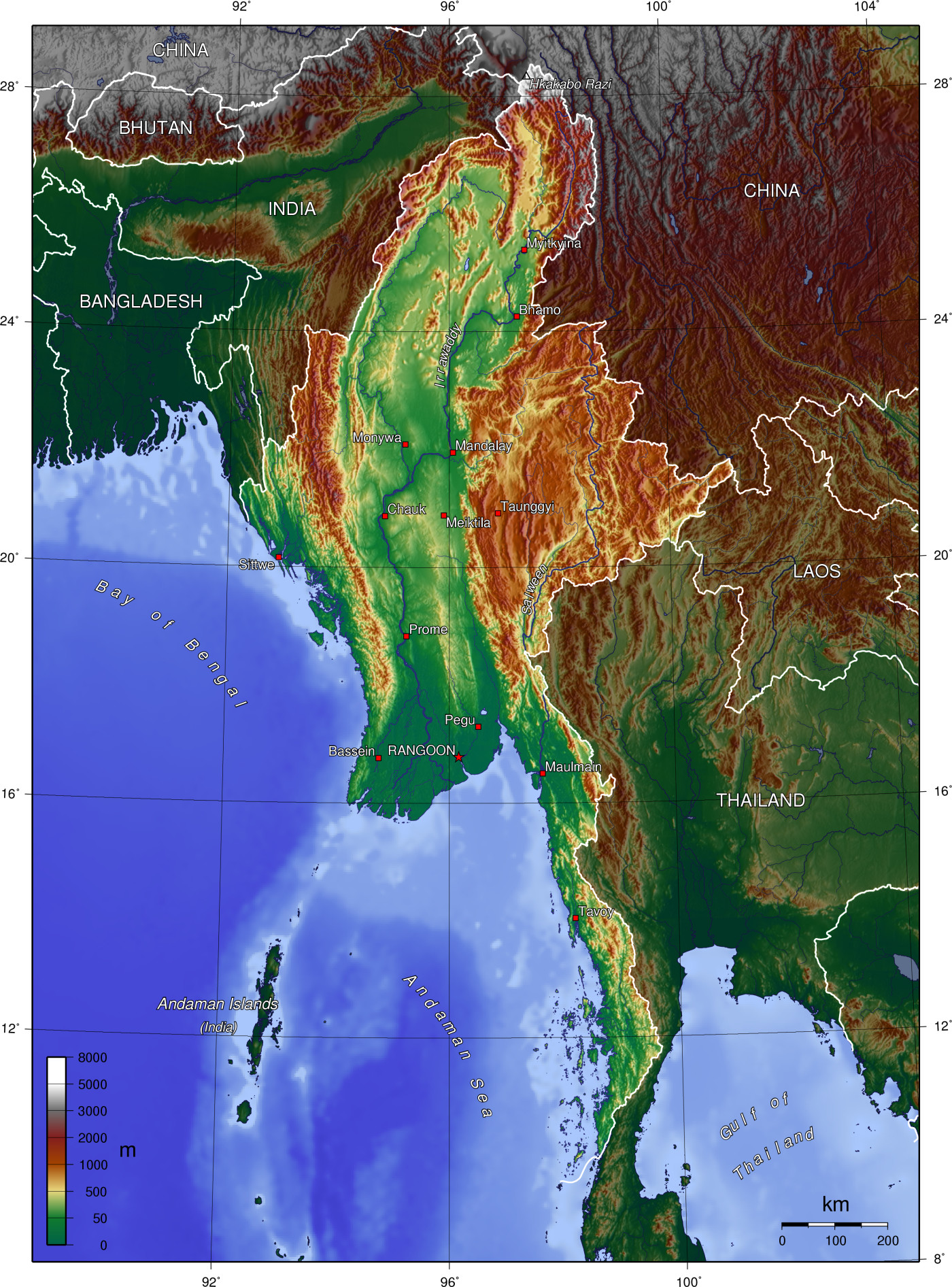
Топографічна карта М'янми

Іравадійська рівнина — рівнина, що займає центральну частину М'янмі, приурочена до Іравадійського грабену. Названа за річкою Іраваді, що протікає рівниною з півночі на південь й впадає до Андаманського моря.
Складена товщею пісковиків, що легко розмиваються, сланців і глин, в якій були вироблені великі древні річкові долини. У них в новітній геологічний час нагромадилися могутні світи алювію річок Іраваді, Чиндуїн та Сітаун.
В пониззі Іраваді і Сітауну утворилася дельта, одноманітну поверхню якої ускладнюють останці з латеритними утвореннями. Відносні висоти цих форм рельєфу не перевищують 15 м.
Місцями виходи міцніших порід підносяться над поверхнею рівнини у вигляді гряд і низьких гір. Найбільший з таких хребтів — Пегу — розділяє долини Іраваді і Сітауну і тягнеться від Янґону до Мандалаю.
На півночі рівнини також виражені невисокі водороздільні хребти — Зіб'ю, Хмангін, Лойм'є і інш. Всі ці невисокі гори відрізняються крутими схилами, а русла річок приурочені до тіснин.